# Полинский, Виктор Иванович
Виктор Иванович Полинский (24 октября 1920, Кронштадт — 17 мая 2001) — помощник начальника штаба 520-го стрелкового полка 167-й стрелковой дивизии 38-й армии 1-го Украинского фронта, майор. Герой Советского Союза.

## Биография
Родился 24 октября 1920 года в городе Кронштадт в семье рабочего. Русский. С 1937 года жил в Ленинграде. В 1939 году окончил среднюю школу. Член ВКП(б)/КПСС с 1939 года.
С октября 1939 года в Красной Армии. В 1941 году окончил Ростовское военное пехотное училище. Служил командиром пулемётного взвода в Харькове.
Участник Великой Отечественной войны с 2 июля 1941 года. Участник Киевской оборонительной операции. В августе 1941 года был ранен. С августа 1942 года командовал стрелковым батальоном. Помощник начальника штаба 520-го стрелкового полка капитан Виктор Полинский, командуя передовым отрядом полка, 4—5 ноября 1943 года прорвался к селу Святошино, захватил несколько домов, уничтожил вражескую батарею и закрепился на его окраине. Отбил многочисленные контратаки противника. Его успех обеспечил развитие наступления всей дивизии.
Указом Президиума Верховного Совета СССР «О присвоении звания Героя Советского Союза генералам, офицерскому, сержантскому и рядовому составу Красной Армии» от 10 января 1944 года за «образцовое выполнение боевых заданий командования на фронте борьбы с немецко-фашистскими захватчиками и проявленные при этом отвагу и геройство» был удостоен звания Героя Советского Союза с вручением ордена Ленина и медали «Золотая Звезда».
В 1946 году вышел в запас в звании майора. Жил в городе-герое Ленинграде. Работал шлифовальщиком на заводе «Красный Октябрь». Вышел на заслуженный отдых в 1976 году. Скончался 17 мая 2001 года. Похоронен на Никольском кладбище Александро-Невской лавры в Санкт-Петербурге.

Могила Полинского на Никольском кладбище Александро-Невской лавры в Санкт-Петербурге.

## Награды
Награждён орденом Ленина, орденами Александра Невского, Отечественной войны 1-й и 2-й степени, Красной Звезды, медалью «Ветеран труда», другими медалями.